# Teshig
Teshig (mongoliska: Тэшиг Сум, Тэшиг) är ett distrikt i Mongoliet.   Det ligger i provinsen Bulgan, i den centrala delen av landet, 400 km nordväst om huvudstaden Ulaanbaatar.